# Viciria
Genre
Synonymes
- Eupalia Simon, 1899 nec Walker, 1866
- Eupalina Strand, 1932

Viciria est un genre d'araignées aranéomorphes de la famille des Salticidae.

## Distribution
Les espèces de ce genre se rencontrent en Afrique subsaharienne, en Asie du Sud-Est et en Asie du Sud.

## Liste des espèces
Selon World Spider Catalog (version 23.5, 27/10/2022) :
- Viciria albolimbata Simon, 1885
- Viciria arrogans Peckham & Peckham, 1907
- Viciria chrysophaea Simon, 1903
- Viciria concolor Peckham & Peckham, 1907
- Viciria detrita Strand, 1922
- Viciria diademata Simon, 1902
- Viciria epileuca Simon, 1903
- Viciria flavipes Peckham & Peckham, 1903
- Viciria flavolimbata Simon, 1909
- Viciria lucida Peckham & Peckham, 1907
- Viciria minima Reimoser, 1934
- Viciria miranda Peckham & Peckham, 1907
- Viciria moesta Peckham & Peckham, 1907
- Viciria pallens Thorell, 1877
- Viciria paludosa Peckham & Peckham, 1907
- Viciria pavesii Thorell, 1877
- Viciria petulans Peckham & Peckham, 1907
- Viciria polysticta Simon, 1902
- Viciria rhinoceros van Hasselt, 1894
- Viciria scintillans Simon, 1909
- Viciria semicoccinea Simon, 1902

## Systématique et taxinomie
Ce genre a été décrit par Thorell en 1877 dans les Attidae.
Eupalia Simon, 1899, préoccupé par Eupalia Walker, 1866, remplacé par Eupalina par Strand en 1932 a été placé en synonymie par Prószyński en 1984.

## Publication originale
- Thorell, 1877 : « Studi sui Ragni Malesi e Papuani. I. Ragni di Selebes raccolti nel 1874 dal Dott. O. Beccari. » Annali del Museo Civico di Storia Naturale di Genova, vol. 10, p. 341-637  (texte intégral).